# Euclystis angularis
Euclystis angularis là một loài bướm đêm trong họ Erebidae.